# English National Ice Hockey League 2000/01
Die Saison 2000/01 war die fünfte Austragung der englischen nationalen Eishockeyliga, die ab dieser Saison den Namen English National League trägt. Nachdem sie in den beiden Vorsaisons als Division 1 der English League geführt wurde, wurde nun die Eigenständigkeit der Liga betont. Nach der Ice Hockey Superleague, der British National League und der English Premier Ice Hockey League stellt sie nun auch formal die 4. Liga des britischen Eishockeys dar.

## Modus und Teilnehmer
Die Mannschaften spielten in einer Nord- und einer Südgruppe. In einer Einfachrunde spielte jeder gegen jeden. Die ersten Vier der Gruppen spielten anschließend in Play-off-Gruppen zwei Vertreter für die Endrunde aus. Dort wurde dann in Play-offs mit Hin- und Rückspiel der Gesamtsieger ermittelt.

## Nordgruppe
Die Anzahl der Teilnehmer verringerte sich durch den Abgang der Nottingham Lions II und dem Wechsel der Flintshire Freezers in die South Conference. Dafür kehrten die Grimsby Buffalos wieder zurück.

### Hauptrunde
| Platz | Mannschaft            | Spiele | S  | U   | N  | Tore    | Punkte |
| ----- | --------------------- | ------ | -- | --- | -- | ------- | ------ |
| 1     | Billingham Bombers    | 16     | 12 | 3   | 1  | 151: 38 | 37     |
| 2     | Whitley Warriors      | 16     | 11 | 1   | 4  | 130: 64 | 23     |
| 3     | Altrincham Aces       | 16     | 10 | 2   | 4  | 127: 68 | 22     |
| 4     | Blackburn Hawks       | 16     | 9  | 3 1 | 4  | 121: 69 | 21     |
| 5     | Kingston Jets II      | 16     | 9  | 1   | 6  | 110: 56 | 19     |
| 6     | Sunderland Chiefs     | 16     | 9  | 1   | 6  | 117: 69 | 19     |
| 7     | Grimsby Buffalos      | 16     | 3  | 1   | 12 | 48:206  | 7      |
| 8     | Sheffield Spartans II | 16     | 3  | 0   | 12 | 61:114  | 6      |
| 9     | Bradford Bulldogs     | 16     | 0  | 0   | 16 | 9:190   | 0      |

Legende: S–Siege, U–Unentschieden, N–Niederlage

### Play-offs
Die besten vier Mannschaften spielten zwei Halbfinalteilnehmer aus.
| Platz | Mannschaft         | Spiele | S | U | N | Tore  | Punkte | BB    | WW  | BH   | AA    |
| ----- | ------------------ | ------ | - | - | - | ----- | ------ | ----- | --- | ---- | ----- |
| 1     | Billingham Bombers | 6      | 5 | 0 | 1 | ?:?   | 10     | ×     | 6:2 | 11:0 | -:- 1 |
| 2     | Whitley Warriors   | 6      | 4 | 0 | 2 | 36:26 | 8      | 3:2   | ×   | 9:3  | 7:9   |
| 3     | Blackburn Hawks    | 6      | 2 | 0 | 0 | 19:41 | 4      | 5:6   | 1:9 | ×    | 6:3   |
| 4     | Altrincham Aces    | 6      | 1 | 0 | 5 | ?:?   | 2      | -:- 2 | 5:6 | 3:4  | ×     |

## Südgruppe
Nachdem die Südgruppe in der Vorsaison nur mit fünf Mannschaften startete, stießen in dieser Saison die Oxford City Stars und die Peterborough Islanders wieder hinzu. Nach den Telford Tigers im vorigen Jahr wechselten in dieser Saison die Flintshire Freeze aus der Nordgruppe in die South Conference. Neu in der Liga waren die Birmingham Rpckets. Als Abgang waren die Haringey Racers zu verzeichnen.

### Hauptrunde
| Platz | Mannschaft                | Spiele | S  | U | N  | Tore    | Punkte |
| ----- | ------------------------- | ------ | -- | - | -- | ------- | ------ |
| 1     | Basingstoke Buffalo II    | 14 2   | 12 | 0 | 2  | 120: 46 | 24     |
| 2     | Flintshire Freeze         | 14     | 9  | 1 | 4  | 99: 72  | 19     |
| 3     | Telford Tigers            | 14 3   | 8  | 2 | 4  | 74: 49  | 18     |
| 4     | Oxford City Stars         | 14     | 9  | 0 | 5  | 104: 72 | 18     |
| 5     | Bracknell Hornets II      | 14     | 8  | 1 | 5  | 85: 62  | 17     |
| 6     | Slough Jets II            | 14     | 3  | 1 | 10 | 46: 91  | 7      |
| 7     | Birmingham Rockets        | 14     | 2  | 1 | 11 | 47: 89  | 5      |
| 8     | Peterborough Islanders II | 14     | 2  | 0 | 12 | 40:132  | 4      |

Legende: S–Siege, U–Unentschieden, N–Niederlage

### Play-offs
Die besten vier Mannschaften spielten zwei Halbfinalteilnehmer aus.
| Platz | Mannschaft             | Spiele | S | U | N | Tore  | Punkte | BB   | OC   | FF  | TT    |
| ----- | ---------------------- | ------ | - | - | - | ----- | ------ | ---- | ---- | --- | ----- |
| 1     | Basingstoke Buffalo II | 6      | 4 | 1 | 1 | 45:30 | 9      | ×    | 12:4 | 7:5 | 7:5   |
| 2     | Oxford City Stars      | 6      | 3 | 1 | 2 | 31:31 | 7      | 7:4  | ×    | 3:5 | 0:0 4 |
| 3     | Flintshire Freeze      | 6      | 2 | 1 | 3 | 28:29 | 5      | 5:5  | 4:8  | ×   | 1:3   |
| 4     | Telford Tigers         | 6      | 1 | 1 | 4 | 21:35 | 3      | 4:10 | 6:9  | 3:8 | ×     |

## Endrunde
Die Spiele der Endrunde wurden mit Hin- und Rückspiel ausgetragen.
Bemerkenswert ist der Termin des entscheidenden Finales, das offensichtlich zu Beginn der folgenden Saison ausgetragen wurde.